# Brumovice

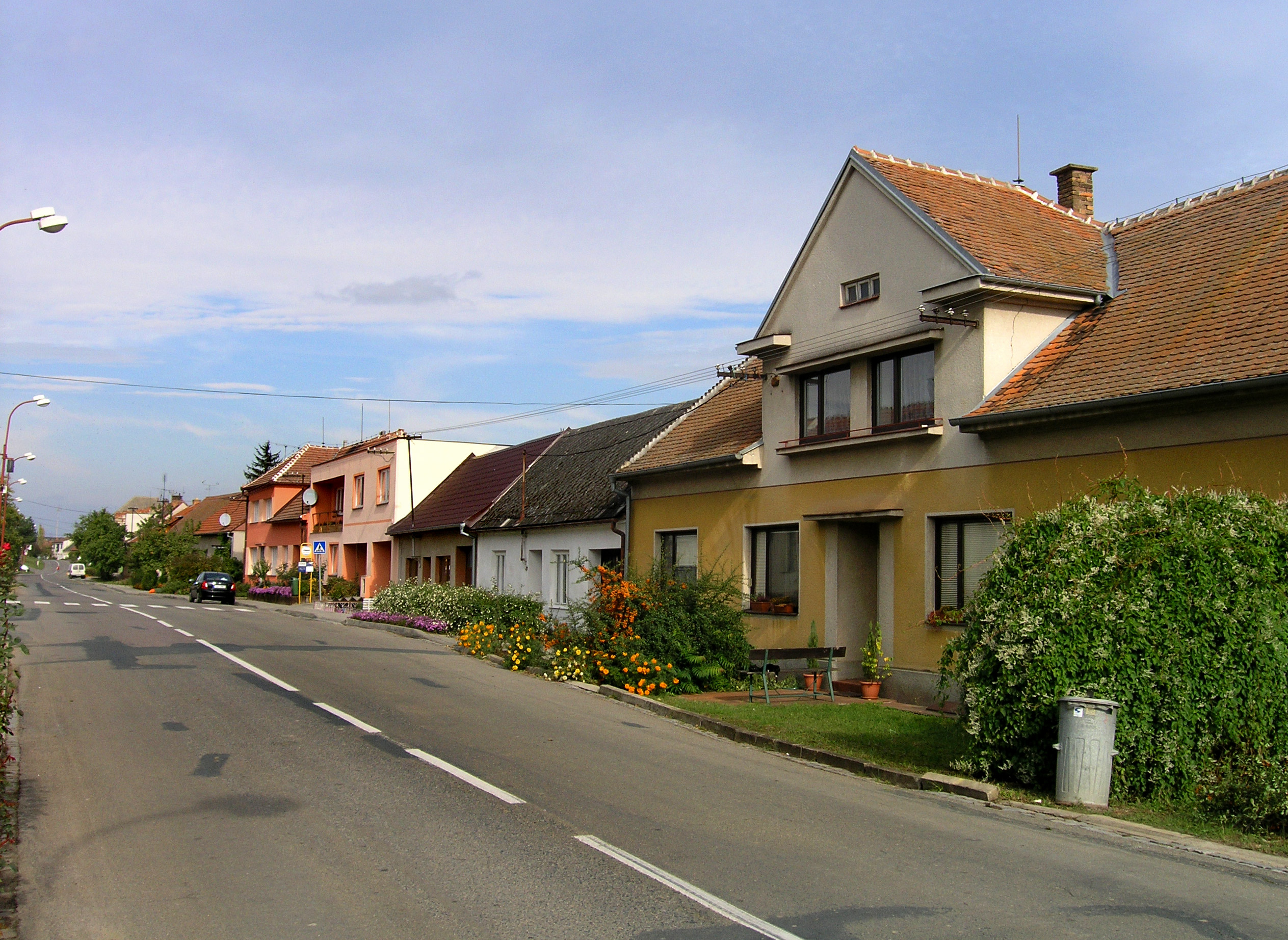
Häuser an der Hauptstraße

Brumovice (deutsch Brumowitz) ist eine Gemeinde in Tschechien. Sie liegt fünf Kilometer südöstlich von Klobouky u Brna und gehört zum Okres Břeclav.

## Geographie
Brumovice befindet sich in den südwestlichen Ausläufern des Steinitzer Waldes (Ždánický les) in der Boleradická vrchovina. Das Dorf erstreckt sich zwischen den Talmulden der Haraska und Trkmanka. In dem breiten Kessel östlich von Brumovice vereinigen sich die Haraska und der Spálený potok mit der Trkmanka, dort befand sich der Kobyler See (Kobylské jezero). Am nördlichen Ortsausgang liegt der Teich Balaton. Nordöstlich erhebt sich die Stádliska (204 m), im Osten die Světlá (278 m) und der Karlák (281 m), südöstlich die Kobylská skála (264 m), im Süden der Kobylí vrch (334 m), südwestlich der Hotařský kopec (239 m) und die Ochozy (319 m) und im Nordwesten die Harasky (Harrasberg, 278 m) und Plunary (336 m). Zwei Kilometer südlich verläuft die Bahnstrecke Zaječí–Hodonín, dort liegt auch die Bahnstation Brumovice. In der Umgebung des Dorfes befinden sich ausgedehnte Weinberge.
Nachbarorte sind Kašnice und Krumvíř im Norden, Rovinský Dvůr, Karlov und Karlín im Nordosten, Terezín im Osten, Čejč und Čejkovice im Südosten, Ostrůvek und Kobylí im Süden, Němčičky im Südwesten, Morkůvky im Westen sowie Augustinov und Klobouky u Brna im Nordwesten.

## Geschichte
Das Dorf entstand während der deutschen Kolonisation durch Bischof Bruno von Schauenburg in der Mitte des 13. Jahrhunderts und ist nach ihm benannt. Erstmals schriftlich erwähnt wurde es 1250, als Markgraf Ottokar Přemysl das Dorf dem Kuna von Zbraslav und Kunstadt schenkte. Während der Hussitenkriege erwarben die Herren von Bludov die Güter. In dieser Zeit erfolgte eine tschechische Neubesiedlung des Dorfes. Seit 1478 ist in Brumovice eine Pfarrei nachweislich. Brumovice wurde in der zweiten Hälfte des 16. Jahrhunderts an die Herrschaft Göding angeschlossen. 1637 fielen die Kuruzen in Brumovice ein, dabei brannten sie auch die Kirche nieder. Im Jahre 1716 ließ Anna Maria Antonia von Liechtenstein in Brumovice eine dem hl. Antonius von Padua geweihte Kapelle errichten. Bis zur Mitte des 19. Jahrhunderts blieb das Dorf immer nach Göding untertänig.
Nach der Aufhebung der Patrimonialherrschaften bildete Brumovice ab 1850 eine Gemeinde in der Bezirkshauptmannschaft Auspitz. 1897 nahm die Lokalbahn Saitz–Czeicz–Göding den Betrieb auf der Strecke von Zaječí über Čejč und Mutěnice nach Hodonín auf. Nach der Aufhebung des Okres Hustopeče wurde die Gemeinde 1961 dem Okres Břeclav zugeordnet.

## Ortsgliederung
Für die Gemeinde Brumovice sind keine Ortsteile ausgewiesen.

## Sehenswürdigkeiten
- Katholische Kirche des hl. Antonius von Padua, die 1716 erbaute Kapelle wurde 1784 zur Kirche erweitert. Im Jahre 1903 erfolgte eine weitere Vergrößerung, bei der auch der Turm entstand.
- Evangelisches Bethaus, geweiht 1927
- Marterl im Park gegenüber dem evangelischen Bethaus
- archäologische Fundstätte Hotařský kopec, auf dem Hügel wurde 1984 eine slawische Begräbnisstätte mit 25 Knochengräbern aufgefunden. Am nördlichen Fuße befand sich das Dorf Topolany, das beim Tatareneinfall zu Beginn des 13. Jahrhunderts erlosch.

## Söhne und Töchter der Gemeinde
- Josef Líznar (1852–1932), Mathematiker und Physiker
- Jan Herben (1857–1936), Schriftsteller und Politiker
- Metoděj Hanák (1903–1998), Musiker
- Vladimír Kovářík (1921–1999), Graphiker und Illustrator